# José García González (político chileno)
José García González (Victoria, 3 de marzo de 1907 - Mulchén, 6 de octubre de 1967) fue un agricultor y político chileno militante del Partido Agrario Laborista y de la Democracia Cristiana.

## Biografía
Hijo de Bernardino García y Carmela González. Casado con Flora Poblete Conejeros en 1932, en Mulchén, y tuvieron cuatro hijos. 
Realizó sus estudios en el Seminario Conciliar de Concepción. Comenzó sus actividades como agricultor en 1923. Fundador de la Cooperativa Agrícola de Mulchén, miembro de la Sociedad Agrícola Biobío y fundador del Liceo Particular de Mulchén. 
Fue alcalde de Mulchén desde 1938 a 1949. 
Militante Partido Agrario Laborista, en 1949 fue elegido como diputado por la Decimonovena Agrupación Departamental de Laja, Nacimiento y Mulchén. Integró la Comisión de Gobierno Interior. En 1953 fue elegido senador por la Novena Agrupación Provincial de Valdivia, Osorno, Llanquihue, Chiloé, Aysén y Magallanes. Participó en la Comisión de Economía y Comercio. También efectuó reemplazos en la Comisión de Constitución, Legislación y Justicia; en la de Trabajo; y Previsión Social; y en la de Agricultura y Colonización. Paralelamente fungió como presidente del PAL desde 1951, siendo sucedido por Rafael Tarud en 1953.
En 1965, esta vez como integrante del Partido Demócrata Cristiano, fue elegido senador por la Octava Agrupación Provincial de Bío-Bío, Malleco y Cautín. Participó en las Comisiones de Policía Interior y Mixta de Presupuestos. Ocupó el cargo de vicepresidente del Senado en dos oportunidades, el 1 de junio de 1965 y el 17 de agosto de 1966. 
Falleció mientras ejercía el cargo, por lo que se realizó una elección complementaria el 17 de diciembre de 1967 para llenar su cupo vacante. El ganador de dicha votación fue Alberto Baltra del Partido Radical, quien con el apoyo del Frente de Acción Popular logró un estrecho triunfo sobre Jorge Lavandero Eyzaguirre.

## Historia electoral

### Elecciones parlamentarias de 1965
- Elecciones parlamentarias de 1965 a Senador por la Octava Agrupación Provincial de Bío-Bío, Malleco y Cautín Período 1965-1973 (Fuente: Dirección del Registro Electoral, Domingo 7 de marzo de 1965)

| Candidato                     | Partido | Votos  | %     | Resultado |
| ----------------------------- | ------- | ------ | ----- | --------- |
| Luis Valdés Larraín           | PCU     | 4.853  | 3,03  |           |
| Joaquín Prieto Concha         | PCU     | 4.038  | 2,52  |           |
| Gustavo Loyola Vásquez        | PCU     | 1.788  | 1,11  |           |
| Juan Widmer Ewertz            | PCU     | 3.082  | 1,92  |           |
| Julio Durán Neumann           | PR      | 23.793 | 14,84 | Senador   |
| Julio Sepúlveda Rondanelli    | PR      | 7.532  | 4,69  |           |
| Carlos Montero Schmidt        | DAL     | 1.525  | 0,95  |           |
| Hernán Lavandero Figueroa     | DAL     | 2.214  | 1,38  |           |
| Gonzalo Quinteros Tricot      | DAL     | 357    | 0,2   |           |
| Alejandro Hales Jamarne       | DAL     | 3.604  | 2,25  |           |
| Renán Fuentealba Moena        | PDC     | 45.513 | 28,38 | Senador   |
| José García González          | PDC     | 1.583  | 0,99  | Senador   |
| Ricardo Ferrando Keun         | PDC     | 14.855 | 9,26  | Senador   |
| Jorge Saelzer Balde           | PL      | 3.515  | 2,19  |           |
| Miguel Huerta Muñoz           | PL      | 15.430 | 9,62  |           |
| Luis Fernando Luengo Escalona | PADENA  | 16.380 | 10,2  | Senador   |
| Alfredo Kuncar Uhlmann        | PADENA  | 1.340  | 0,84  |           |
| José Marcos Lamas             | PADENA  | 8.957  | 5,59  |           |